# 1967 у літературі

## Нагороди
- Нобелівська премія з літератури: гватемальський письменник Міґель Анхель Астуріас.

## Народились
7 вересня — Розмарі Дженкінсон, ірландська письменниця, драматургиня

## Померли
- 9 жовтня — Андре Моруа, французький письменник.

## Нові книжки
- Лихо з розуму (збірка)

- Ґабріель Ґарсія Маркес. Сто років самотності
- Нескінченна ніч — детективний роман Агати Крісті.
- Паразити свідомості — фантастичний роман Коліна Вілсона.